# Selene Zanetti

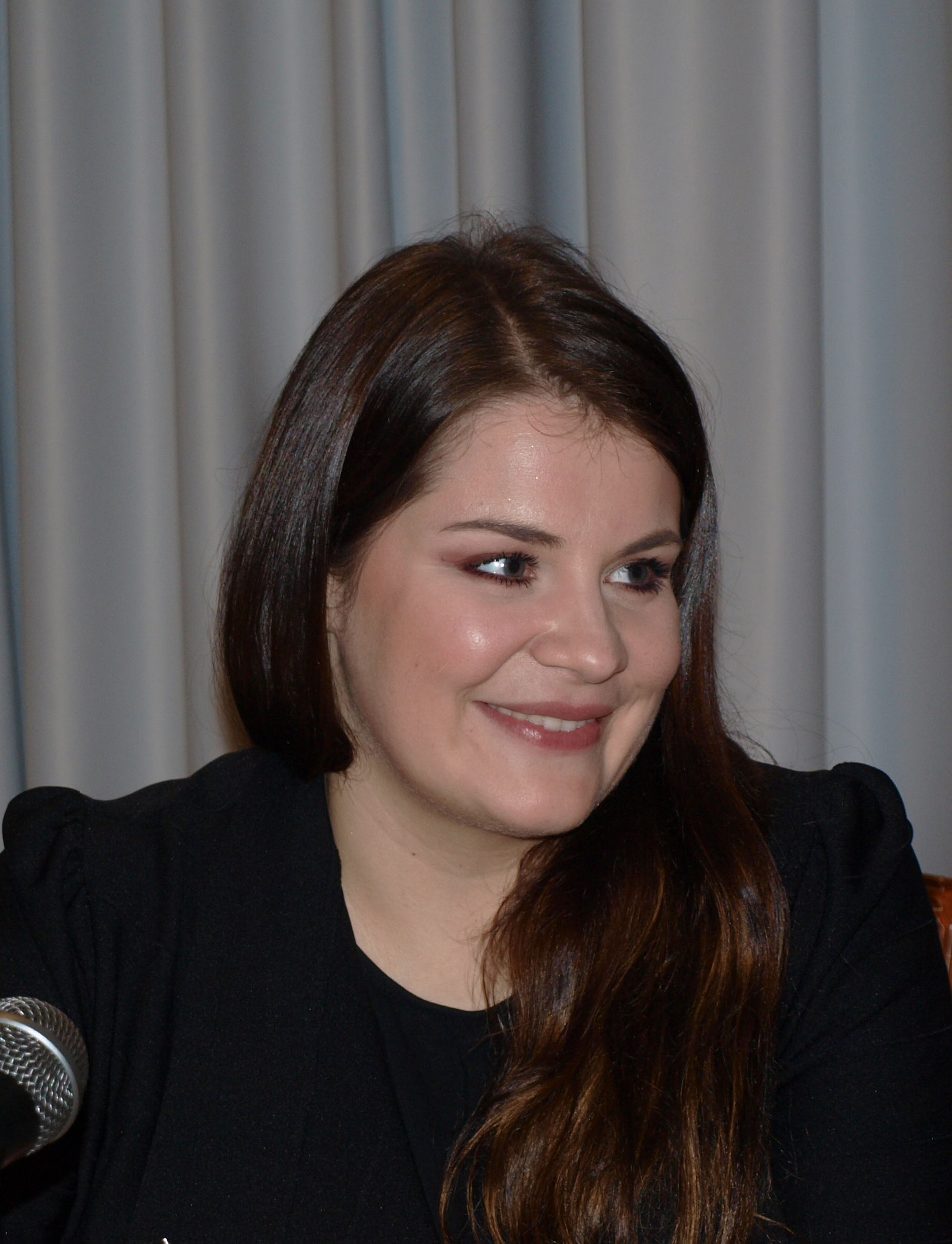
Selene Zanetti beim Signieren, Jan. 2020

Selene Zanetti (* 1989 in Vicenza) ist eine italienische Opernsängerin (Sopran).

## Biografie

### Ausbildung und erste Auftritte
Selene Zanetti erhielt ab dem Alter von vier Jahren Klavierunterricht und setzte diesen fort, bis sie als 15-Jährige wegen eines komplizierten Armbruchs eine längere Zwangspause hinnehmen musste und diese mit Gesangsstudien überbrückte. Nach ihrem Schulabschluss studierte sie am Konservatorium „C. Pollini“ in Padua bei Cosetta Tosetti Gesang. Sie schloss dies mit Auszeichnung ab und nahm dann ab 2015 an Meisterkursen bei Raina Kabaivanska teil. Nach Erhalt eines Stipendiums setzte sie in Modena ihre Studien bei dieser Künstlerin fort. Meisterkurse bei Katia Ricciarelli und Paolo Vaglieri ergänzten ihre Ausbildung. Erste Bühnenerfahrung sammelte sie in der Titelrolle von Suor Angelica am Teatro Comunale in Cagli. Im September 2016 wirkte sie beim Pafos Aphrodite Festival auf Zypern als Donna Anna in Don Giovanni mit.

### Entwicklung als Opernsängerin
Seit der Spielzeit 2016/17 gehörte Selene Zanetti dem Opernstudio der Bayerischen Staatsoper an und war dort von 2018 bis 2020 Ensemblemitglied. Im März 2017 wirkte sie als Magda Sorel an der Produktion des Opernstudios von Menottis Oper The Consul mit. Als Marie in der Premierenbesetzung der an der Bayerischen Staatsoper in deutscher Sprache neu inszenierten Verkauften Braut überzeugte sie im Dezember 2018 das Publikum und die Rezensenten.
Überregional bekannt wurde sie vor allem in der Rolle der Mimì in La Bohème. Mit dieser debütierte sie 2018 am Teatro La Fenice in Venedig und stellte sie 2019 am Staatstheater Stuttgart und an der Bayerischen Staatsoper sowie 2021 am Teatro San Carlo in Neapel dar. An der italienischen Erstaufführung der französischen Originalfassung von Giuseppe Verdis Les vêpres siciliennes am Teatro Massimo Palermo, die 2022 auch von Arte Concert übertragen wurde, wirkte sie als Duchesse Hélène mit. An der Staatsoper Hamburg debütierte sie im März 2023 als Amelia Grimaldi in Simon Boccanegra.

### Rollendebüts (Auswahl)
| Debüt in | Rolle                                       | Spielort                                 |
| -------- | ------------------------------------------- | ---------------------------------------- |
|          | Suor Angelica (Il Trittico)                 | Teatro Comunale, Cagli                   |
| 2016-09  | Donna Anna (Don Giovanni)                   | Pafos Aphrodite Festival Zypern          |
| 2017-03  | Magda Sorel (The Consul)                    | Bayerische Staatsoper, Cuvilliés-Theater |
| 2018-01  | Berta (Il barbiere di Siviglia)             | Bayerische Staatsoper                    |
| 2018-03  | Mimì (La Bohème)                            | Teatro la Fenice, Venedig                |
| 2018-12  | Marie (Die verkaufte Braut)                 | Bayerische Staatsoper                    |
| 2019-02  | Giannetta (L'elisir d'amore)                | Bayerische Staatsoper                    |
| 2019-10  | Amelia Grimaldi (Simon Boccanegra)          | Stadttheater Klagenfurt                  |
| 2020-01  | Liù (Turandot)                              | Bayerische Staatsoper                    |
| 2021-04  | Susanna (Il segreto di Susanna)             | Bayerische Staatsoper                    |
| 2022-01  | La Duchesse Hélène (Les vêpres siciliennes) | Teatro Massimo (Palermo)                 |
| 2022-10  | Fiordiligi (Così fan tutte)                 | Staatstheater Mainz                      |
| 2022-11  | Alice Ford (Falstaff)                       | Teatro la Fenice, Venedig                |
| 2024-02  | Donna Elvira (Don Giovanni)                 | Teatro San Carlo, Neapel                 |
| 2024-03  | Desdemona (Otello)                          | Staatstheater Mainz                      |
| 2024-06  | Leonora (Il Trovatore)                      | Staatstheater Stuttgart                  |

### Wirken als Konzertsängerin
- Alessandro Scarlatti: Partie der Eva in Il primo omicidio, München 2018[25]
- Charles Gounod: Cäcilienmesse, München 2019[26]
- Gioachino Rossini: Stabat Mater, Festival de Saint-Denis 2022[27]

## Preise und Auszeichnungen
- 1. Preis beim 3. Concorso Internazionale di Canto Lirico “Giovan Battista Rubini”, (2016)[28]
- 2. Preis und Preis als beste Verdi-Interpretin beim Internationalen Francisco Viñas Gesangswettbewerb, Barcelona 2016
- Internationaler Medienpreis  beim 35. Internationalen Hans Gabor Belvedere Gesangswettbewerb, Kapstadt 2016[29]